# Хлипнівська сільська рада
Хли́пнівська сільська́ ра́да — адміністративно-територіальна одиниця та орган місцевого самоврядування у Звенигородському районі Черкаської області. Адміністративний центр — село Хлипнівка.

## Загальні відомості
- Населення ради: 906 осіб (станом на 2001 рік)

## Населені пункти
Сільській раді підпорядковані населені пункти:
- с. Хлипнівка
- с. Майданівка

## Склад ради
Рада складається з 14 депутатів та голови.
- Голова ради: Поліщук Микола Васильович
- Секретар ради: Філіпенко Оксана Анатоліївна

### Керівний склад попередніх скликань
| Прізвище, ім'я, по батькові | Основні відомості                                                         | Дата обрання | Дата звільнення |
| --------------------------- | ------------------------------------------------------------------------- | ------------ | --------------- |
| Поліщук Микола Васильович   | Сільський голова, 1965 року народження, освіта вища, член Народної партії | 26.03.2006   | 31.10.2010      |
| Поліщук Микола Васильович   | Сільський голова, 1965 року народження, освіта вища, член Партії регіонів | 31.10.2010   |                 |

Примітка: таблиця складена за даними сайту Верховної Ради України

### Депутати
За результатами місцевих виборів 2010 року депутатами ради стали:

#### За суб'єктами висування
| Суб'єкт висування           | Кількість обраних депутатів | %    |
| --------------------------- | --------------------------- | ---- |
| Самовисування               | 9                           | 64,3 |
| Партія регіонів             | 4                           | 28,6 |
| Комуністична партія України | 1                           | 7,1  |

#### За округами
| № округу                    | Прізвище, ім'я, по батькові       | Дата визнання обраним | Освіта             | Партійна приналежність            | Відомості про обраного депутата                               |
| --------------------------- | --------------------------------- | --------------------- | ------------------ | --------------------------------- | ------------------------------------------------------------- |
| Комуністична партія України |                                   |                       |                    |                                   |                                                               |
| 9                           | Сурков Олег Миколайович           | 02.11.2010            | середня спеціальна | позапартійний                     | Звенигородське лісове господарство, вальщик лісу              |
| Партія регіонів             |                                   |                       |                    |                                   |                                                               |
| 3                           | Поліщук Тетяна Тимофіївна         | 02.11.2010            | середня спеціальна | позапартійна                      | тимчасово не працює                                           |
| 4                           | Філіпенко Оксана Анатоліївна      | 02.11.2010            | вища               | позапартійна                      | Хлипнівська сільська рада, секретар                           |
| 5                           | Поштовий Володимир Олександрович  | 02.11.2010            | вища               | позапартійний                     | Хлипнівська сільська рада, головний бухгалтер                 |
| 7                           | Христиченко Михайло Володимирович | 02.11.2010            | середня спеціальна | позапартійний                     | Звенигородський райовтодор, водій                             |
| Самовисування               |                                   |                       |                    |                                   |                                                               |
| 1                           | Вісков Сергій Вікторович          | 02.11.2010            | середня спеціальна | позапартійний                     | тимчасово не працює                                           |
| 2                           | Філіпенко Микола Андрійович       | 02.11.2010            | вища               | позапартійний                     | пенсіонер                                                     |
| 6                           | Коваль Віктор Петрович            | 02.11.2010            | середня спеціальна | член Комуністичної партії України | Газове господарство, слюсарь                                  |
| 8                           | Трохименко Олена Мартинівна       | 02.11.2010            | середня спеціальна | член Комуністичної партії України | Звенигородська ЦРЛ, медична сестра                            |
| 10                          | Радванський Юрій Володимирович    | 02.11.2010            | середня спеціальна | позапартійний                     | Будищанський психоневрологічний інтернат, заступник директора |
| 11                          | Демченко Тетяна Володимирівна     | 02.11.2010            | середня            | позапартійна                      | пенсіонер                                                     |
| 12                          | Нещадим Бори Іванович             | 02.11.2010            | середня спеціальна | позапартійний                     | Майданівський СБК, директор                                   |
| 13                          | Снісаренко Іван Григорович        | 02.11.2010            | середня спеціальна | позапартійний                     | пенсіонер                                                     |
| 14                          | Василенко Михайло Григорович      | 02.11.2010            | середня спеціальна | позапартійний                     | тимчасово не працює                                           |